# Hygrocybe insipida
Espèce
Synonymes
- Gliophorus insipidus (J.E. Lange) Herink[2]
- Gliophorus insipidus (J.E. Lange) Kovalenko[2]
- Hygrocybe reae var. insipida J.E. Lange[2]
- Hygrophorus insipidus (J.E. Lange) S. Lundell[2]
- Hygrophorus reae var. insipidus (J.E. Lange) anon. ined.[2]

Hygrocybe insipida est une espèce de champignons de la famille des Tricholomataceae.